# Ruud van den Dungen
Ruud van den Dungen (26 september 1989) is een Nederlands voetballer die als middenvelder speelt.
Van den Dungen begon bij RKVV Dommelen en speelde acht jaar in de jeugd bij FC Eindhoven. Daarna koos hij voor een maatschappelijke loopbaan en ging naast een studie Small Business en Retail Management aan de Avans Hogeschool in ’s-Hertogenbosch voetballen bij Hoofdklasser VV De Valk. Ook was hij actief in het zaalvoetbal bij Verest Sport. In 2012 werd hij vastgelegd door FC Oss en debuteerde hij in de Eerste Divisie. In 2013 keerde hij terug bij VV De Valk. Sinds 2014 speelt hij vooral in België.